# Force Traveller
Force Traveller — индийский малотоннажный развозной автомобиль-фургон производства Force Motors, клон немецкой модели Mercedes-Benz TN.

## История
Производство модели Traveller стартовало в 1987 году под названием Tempo Traveller, позже название изменилось на Tempo Excel. За основу была взята немецкая модель Mercedes-Benz TN. В 1999 году автомобиль прошел фейслифтинг, название сменилось на Force Traveller. Выпускается до настоящего времени.
Изначально на автомобили ставили дизельный двигатель внутреннего сгорания Mercedes-Benz OM616 от модели Mercedes-Benz TN 207D, впоследствии его вытеснили двигателем FM 2,6 CR ED.

## Особенности
Автомобиль Force Traveller производится под видом микроавтобуса, развозного фургона или школьного автобуса. Наиболее распространены автомобили скорой медицинской помощи.

## Галерея

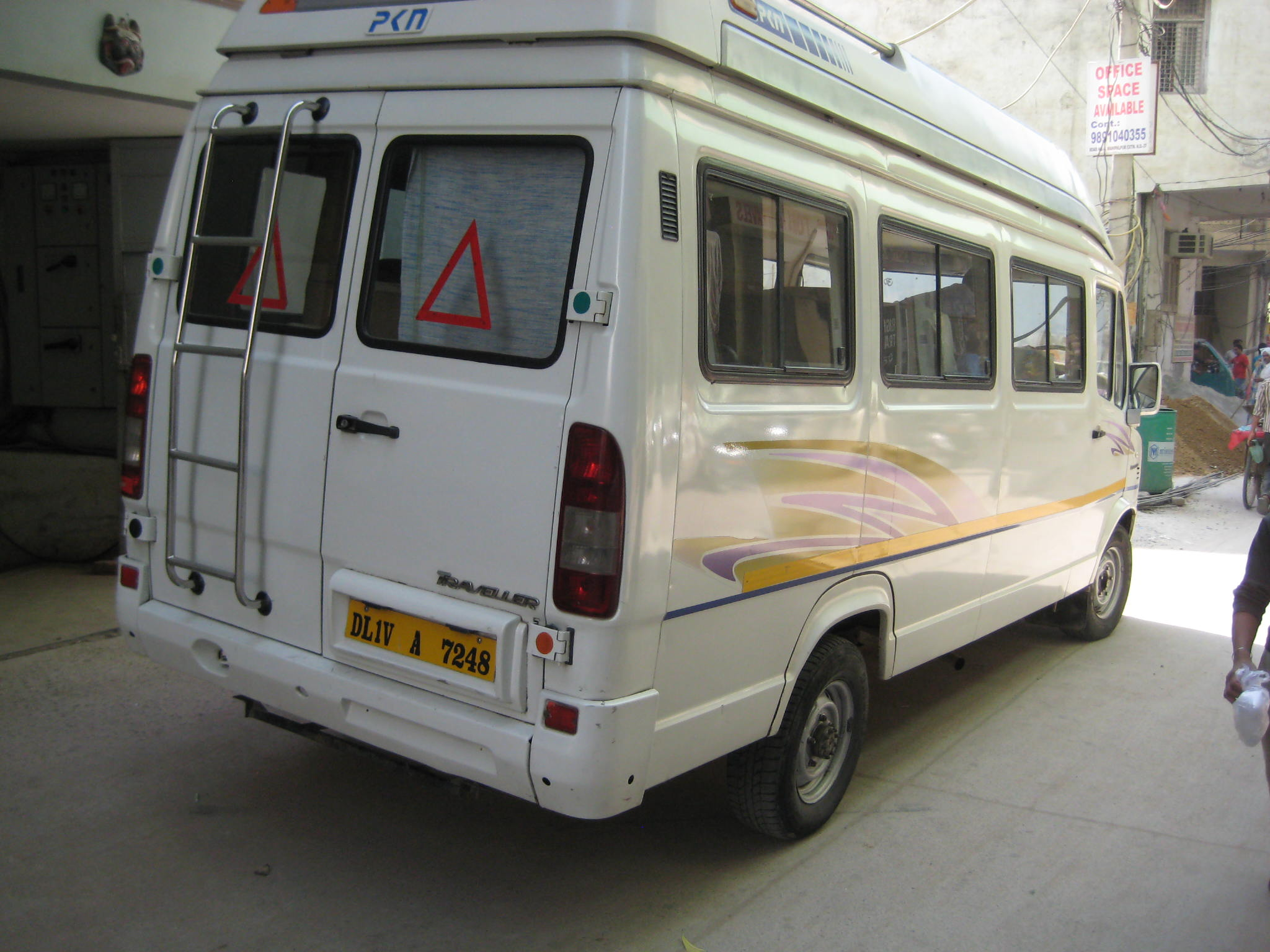
Микроавтобус с высокой крышей
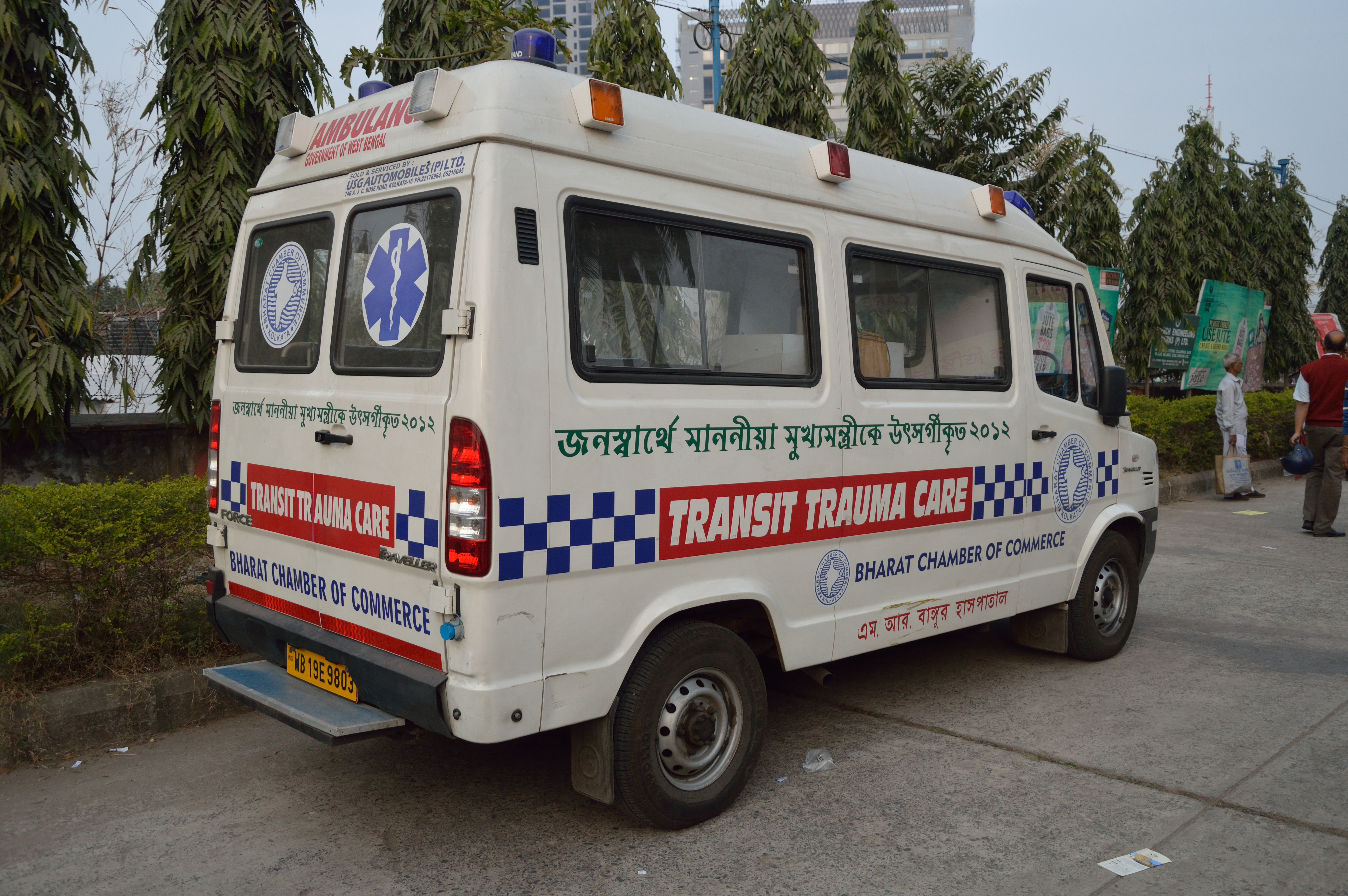
Автомобиль скорой медицинской помощи
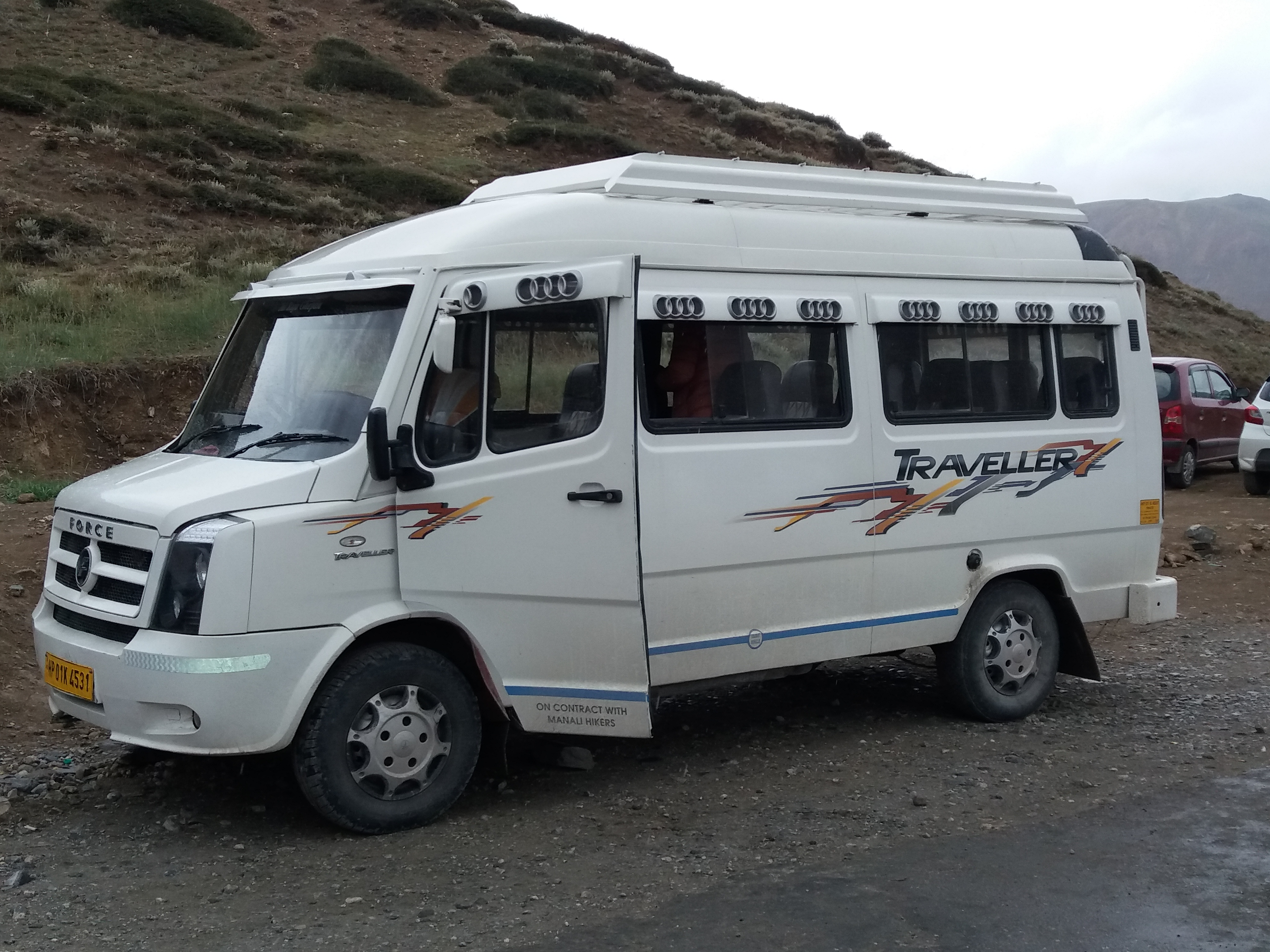
Микроавтобус после фейслифтинга
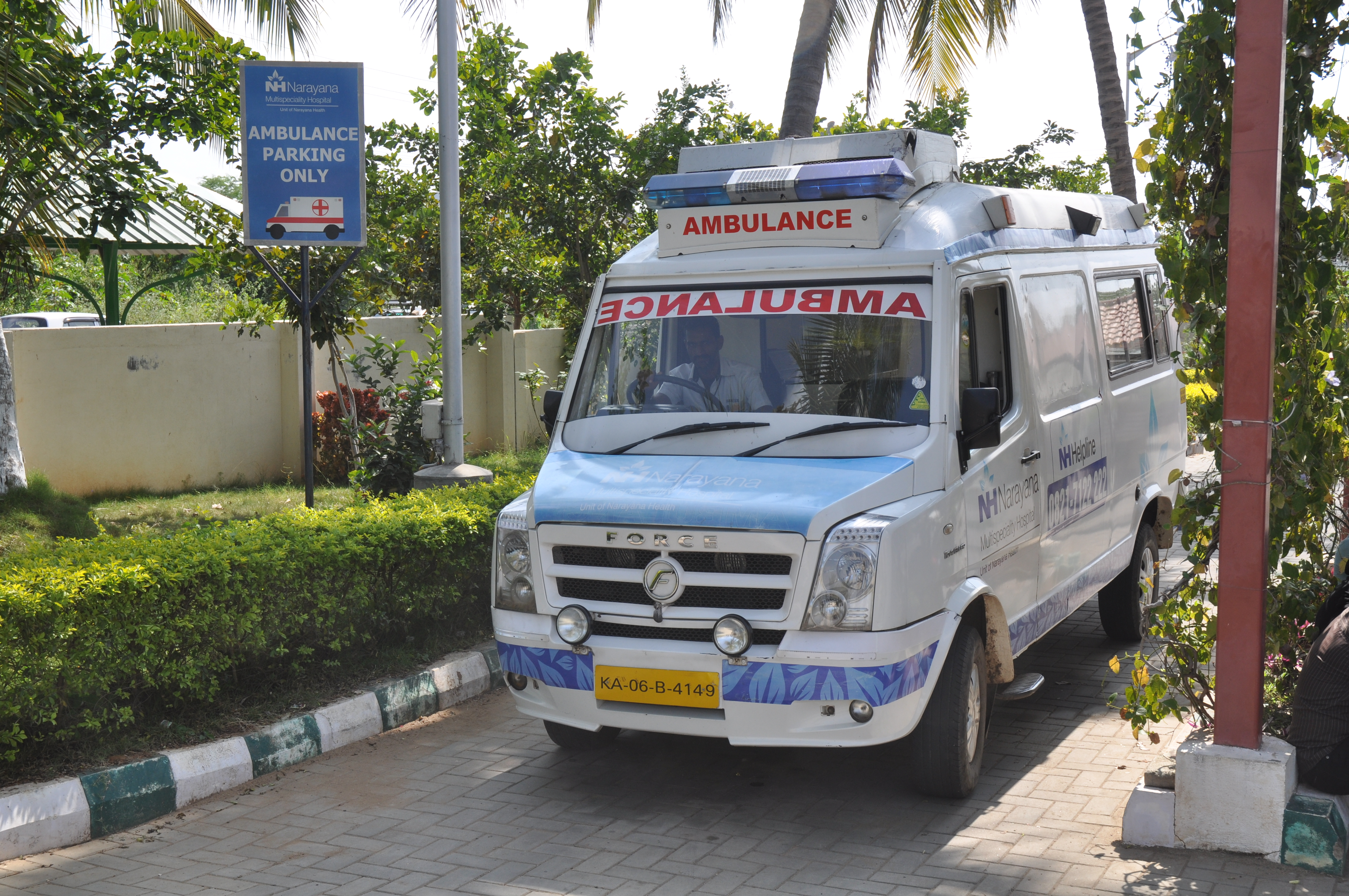
Удлинённый автомобиль скорой медицинской помощи
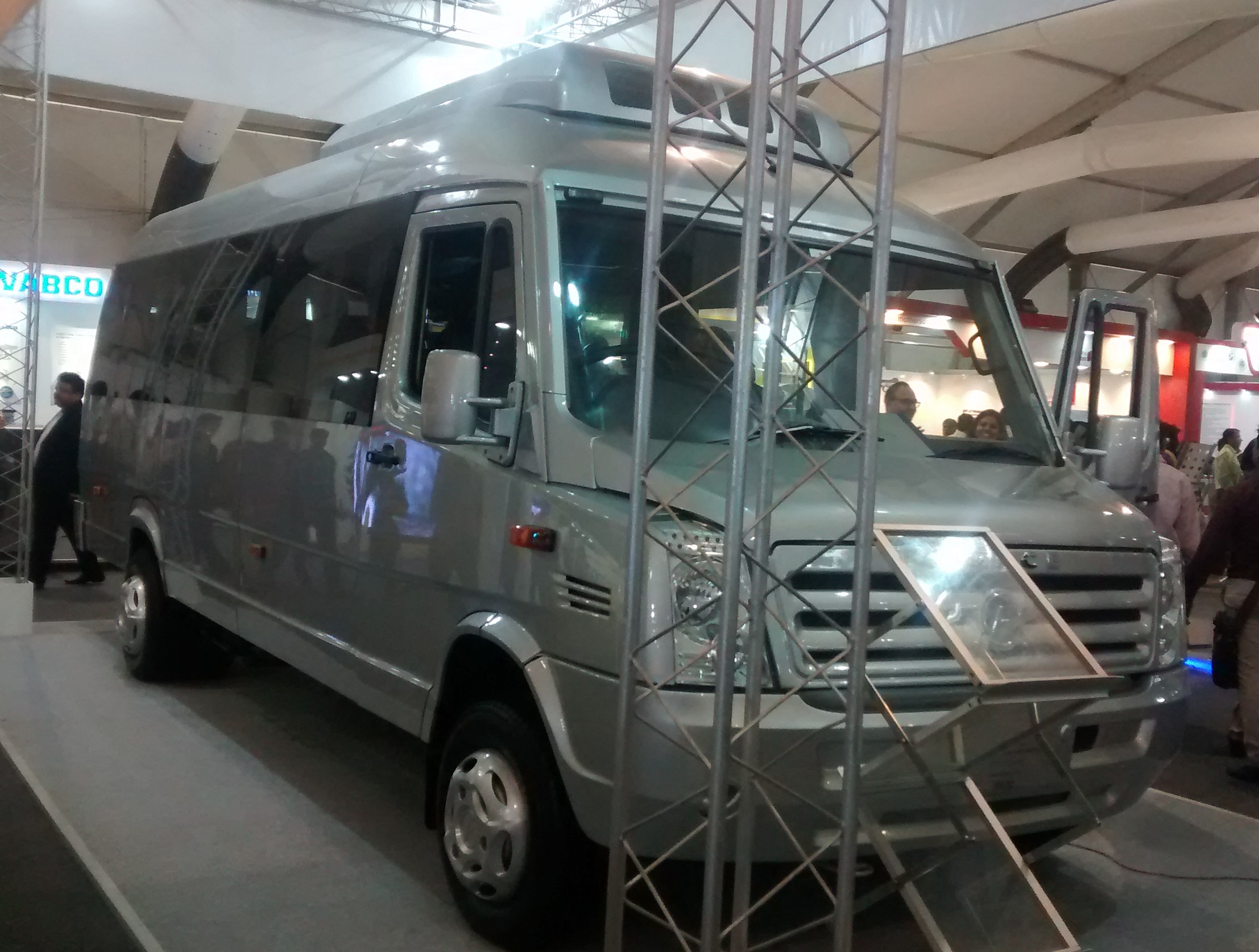
Проектируемое маршрутное такси